# Matheus Dellagnelo
Matheus Dellagnelo (Florianópolis, 16 de outubro de 1988) é um velejador brasileiro campeão mundial em 2011 e bicampeão pan-americano  na classe Sunfish. Como representante do Brasil, seu primeiro título pan-americano foi conquistado em 2011, por antecipação, em Guadalajara, no México , e o segundo, em 2019, em Paracas, no Peru.
Matheus é engenheiro de materiais, formado pela Universidade Federal de Santa Catarina e mestre em Gestão de Projetos pela University of Southern California. Atualmente, além de atleta, é empresário, co-fundador e CEO da Indicium Tech, empresa especializada em data science e analytics consolidada entre as mais relevantes da América Latina